# Klarinetconcert (Nielsen)
Het klarinetconcert opus 57 (FS129) van Carl Nielsen voor A-klarinet (gecomponeerd in 1928; afgerond op 15 augustus 1928) is uitgegroeid tot een van de standaardwerken in het repertoire voor klarinettisten.

## Geschiedenis
Nielsen schreef dit klarinetconcert met de destijds befaamde Deense klarinettist Aage Oxenvad voor ogen. Hij vond deze klarinettist de enig waardige in Scandinavië om een klarinetconcert voor te schrijven. En het moet worden gezegd, achteraf gezien (en Oxenvad benadrukte dat ook) blijkt het concert alleen geschikt voor maestro’s op dat instrument. Oxenvad heeft ook gesteld dat het er op leek, dat Nielsen zelf het instrument bespeelde en daarom de moeilijkste noten in het werk heeft verwerkt. Het werk werd na de première op 11 oktober 1928 nog 5 maal publiekelijk uitgevoerd; eerder al vanaf 14 september waren privé-uitvoeringen gegeven. Oxenvad was de solist en Emil Telmányi dirigeerde. De uitvoering van 10 december 1928 is via de Deense Omroep uitgezonden.

Na de première werd het een tijd stil rond het concert. De mening van Oxenvad schrikte kennelijk andere klarinettisten af, maar ook Nielsen zelf vond dat niet elke klarinettist geschikt was dit werk uit te voeren. Een uitvoering in Wenen werd zelfs door hem geweigerd omdat hij de geplande repetitietijd van de solist en het orkest te kort vond.

De meningen over dit concert waren vanaf het begin over het algemeen positief, maar sommige collega-componisten die vasthielden aan oude tradities vonden het maar niets. De Zweedse componist Wilhelm Peterson-Berger vond het kakofonie. Ongetwijfeld heeft meegespeeld dat het concert modern klinkt en dat de muzikale veranderingen binnen Europa niet overal even goed werden ontvangen.
Pas na de dood van de componist werd het werk in 1932 gepubliceerd, mede omdat de vraag steeds groter werd. Het repertoire (en zeker moderne) voor klarinettisten was in die tijd niet zo groot en dit stuk wat toen eigentijds was en toch goed in het gehoor ligt, vormde een welkome afwisseling. De beweringen van componist en solist omtrent de moeilijkheid hebben deels ook in het voordeel gewerkt, solisten die dit werk konden uitvoeren, die lieten zien hun instrument zeer goed te kunnen bespelen.

## Compositie
Nielsen staat erom bekend dat hij een volgeling was van de romantiek maar deze stijl tot het uiterste oprekte, zeker in zijn latere leven. Dat is ook het geval met dit concert. De titel verwijst natuurlijk naar de klassieke concertovorm; de muziek bevat nog enkele sporen van de stroming. Het merendeel van het concert valt echter binnen de Klassieke muziek uit de 20e eeuw, zonder dat het toe te schrijven is aan een bepaalde stroming. De klarinettist speelt eigenlijk niet samen met het orkest; het zijn twee entiteiten. Daarentegen zijn er nergens akkoorden die vreemd klinken of is er sprake van dissonanten. Door het hele werk woedt een strijd tussen de toonaarden E groot en F groot. Ten slotte wint F groot. Wat het concert zo moeilijk maakt is er niet aan af te luisteren. Wel kan worden gesteld dat frequente afwisseling van hoge naar lage registers en omgekeerd het uiterste vergen van het embouchure van de speler. Daarnaast zijn er natuurlijk nog de technische vaardigheden, die op de proef worden gesteld. 

### Delen
1. Allegretto un poco;
2. Poco adagio;
3. Allegro non troppo – Adagio – Allegro vivace.

Het werk duurt ongeveer een half uur; de delen worden onafgebroken gespeeld. Alhoewel het een concerto voor klarinet en orkest is, is het orkest gereduceerd tot wat je een kamerorkest kan noemen; naast strijkers zijn er alleen nog 2 fagotten, 2 hoorns en een kleine trom op het podium. Deze snaredrum (bijzonder voor die tijd) heeft een prominente rol; in de bewerking voor klarinet en piano, is deze snaardrum namelijk ook aanwezig.

## Bron
- Uitgave Bis Records
- Dit artikel of een eerdere versie ervan is een (gedeeltelijke) vertaling van het artikel Clarinet Concerto (Nielsen) op de Engelstalige Wikipedia, dat onder de licentie Creative Commons Naamsvermelding/Gelijk delen valt. Zie de bewerkingsgeschiedenis aldaar.

## Discografie
Er zijn talloze opnamen van dit werk verschenen.